# Руткі-Старі
Руткі-Старі (пол. Rutki Stare) — село в Польщі, у гміні Августів Августівського повіту Підляського воєводства.
Населення — 230 осіб (2011).
У 1975-1998 роках село належало до Сувальського воєводства.

## Демографія
Демографічна структура станом на 31 березня 2011 року:
|          | Загалом | Допрацездатний вік | Працездатний вік | Постпрацездатний вік |
| -------- | ------- | ------------------ | ---------------- | -------------------- |
| Чоловіки | 120     | 35                 | 74               | 11                   |
| Жінки    | 110     | 23                 | 68               | 19                   |
| Разом    | 230     | 58                 | 142              | 30                   |